# Wenzeslaus Hoffmann
Wenzeslaus Hoffmann (ur. 1829 w Nowej Rudzie, zm. 1896 w Polanicy-Zdroju) – niemiecki fabrykant, właściciel uzdrowiska w Polanicy-Zdroju od 1873 roku.

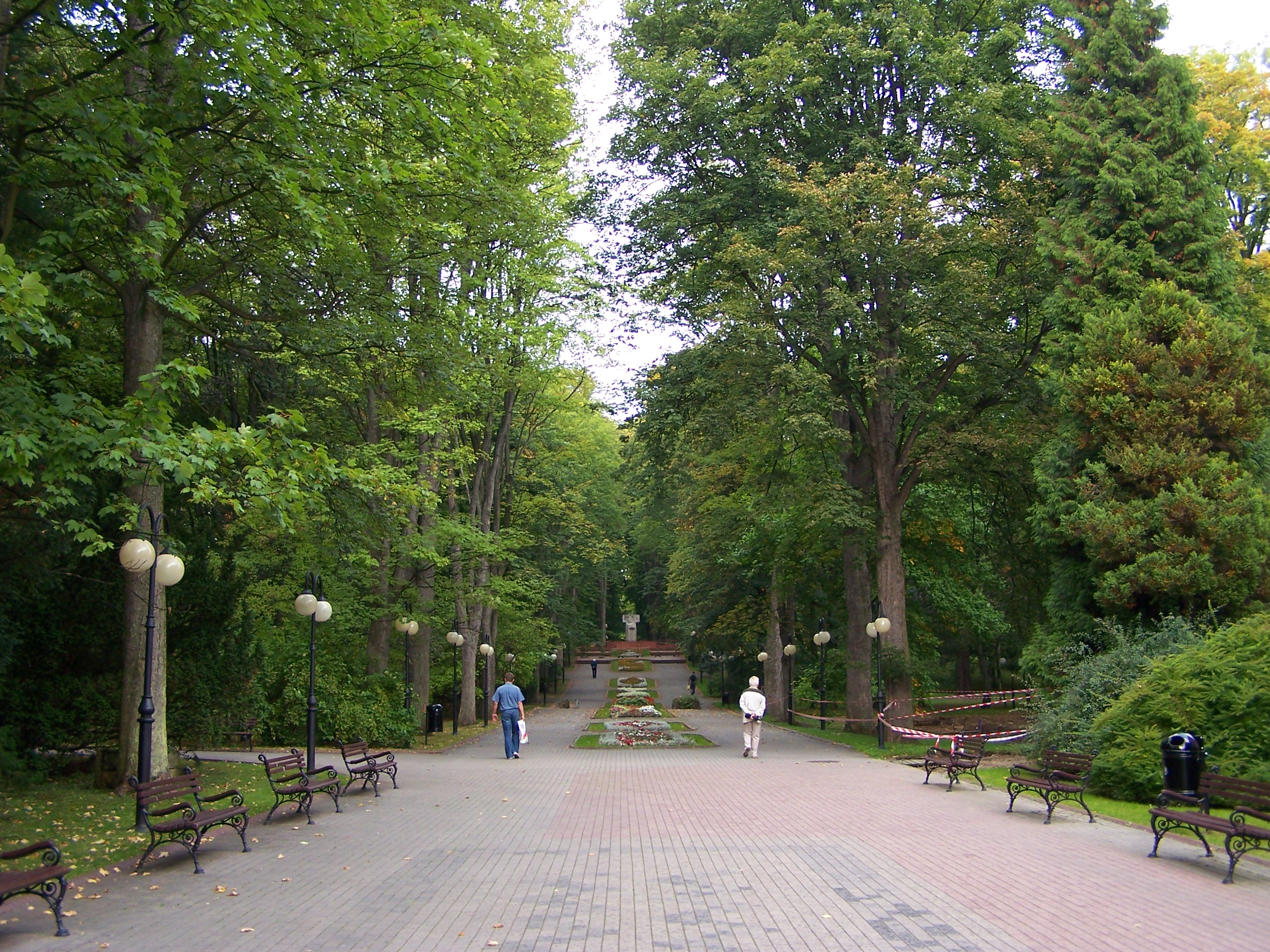
Park Zdrojowy w Polanicy-Zdroju, który został przebudowany z inicjatywy Hoffmanna

## Życiorys
Wenzeslaus (Wenzel) Hoffmann urodził się w 1829 roku w Nowej Rudzie, był fabrykantem we Wrocławiu. Znany był głównie jednak z tego, że w 1873 roku kupił uzdrowisko Polanica na ziemi kłodzkiej z przynależnym do niego majątkiem ziemskim. W tym czasie kurort był szerzej nieznany, a w związku z prymitywnymi urządzeniami frekwencja gości wynosiła 40–60 rocznie. Hoffmann stał się właściwym twórcą dzisiejszego uzdrowiska. Już w 1874 roku zbudował dom inspekcyjny, kotłownię parową, restaurację i pawilon nad Źródłem Jerzego, rok później budynek gospodarczy oraz pensjonat na drugim brzegu Bystrzycy Dusznickiej. Źródło Józefa otrzymało w 1885 roku nowe, gustowne zadaszenie, a niechronione do tej pory źródło Jerzego (Georgsquelle) na łące – ujęcie i pawilon. Stworzył również promenady zdrojowe, w tym przede wszystkim ocienioną aleję, która połączyła uzdrowisko z parkiem zdrojowym. Ten ostatni został wyposażony w wiele dróg, miejsca odpoczynku i obszerny pawilon zwany Waldfrieden. W tym czasie stale rosła liczba kuracjuszy.
Wenzel Hoffmann zmarł w 1896 roku, a uzdrowiskiem do 1901 roku zarządzał jego syn Paul. Młodszy syn Georg Hoffmann był autorem pierwszego informatora i przewodnika uzdrowiskowego pod tytułem Bad Altheide in der Grafschaft Glatz (Schlesien), który zapoczątkował intensywną reklamę walorów leczniczych Polanicy-Zdroju. Zmarł w 1930 roku.